# بيتى جرابيل
بيتى جرابيل (بالإنجليزية: Betty Grable)‏ (و. 1916 – 1973 م) هي مغنية، وراقصة، وعارضة، وممثلة أفلام، وممثلة مسرحية، وممثلة تلفزيونية أمريكية، ولدت في سانت لويس، ميزوري، توفيت في سانتا مونيكا، كاليفورنيا، عن عمر يناهز 57 عاماً، بسبب سرطان الرئة.

## وصلات خارجية
- بيتى جرابيل على موقع IMDb (الإنجليزية)
- بيتى جرابيل على موقع الموسوعة البريطانية (الإنجليزية)
- بيتى جرابيل على موقع روتن توميتوز (الإنجليزية)
- بيتى جرابيل على موقع ألو سيني (الفرنسية)
- بيتى جرابيل على موقع ميوزك برينز (الإنجليزية)
- بيتى جرابيل على موقع تيرنر كلاسيك موفيز (الإنجليزية)
- بيتى جرابيل على موقع أول موفي (الإنجليزية)
- بيتى جرابيل على موقع قاعدة بيانات برودواي على الإنترنت (الإنجليزية)
- بيتى جرابيل على موقع قاعدة بيانات الأفلام السويدية (السويدية)
- بيتى جرابيل على موقع إن إن دي بي (الإنجليزية)